# Van Houtenmonumenten
De Van Houten-monumenten zijn een bijzonder hoofdstuk in de Amsterdamse architectuurgeschiedenis, vernoemd naar de bouwkundige en inspecteur Eelke van Houten. Vanaf de jaren twintig van de vorige eeuw wijdde hij zich aan het behoud en de herplaatsing van historische geveltoppen die afkomstig waren van gesloopte Amsterdamse woonhuizen. Dit werk vestigde zijn reputatie als een pionier van de Amsterdamse monumentenzorg.

## Het Grachtenboek
Een cruciale ontdekking in Van Houtens carrière was het Grachtenboek van Caspar Philips, waarvan hij rond 1912 de originele plaatwerken terugvond. Dit leidde in 1922 tot een heruitgave van deze platen en, veertig jaar later, tot een monumentale publicatie van de gemeente Amsterdam. Van Houten legde ook een uitgebreide collectie architectuurfoto's en -beschrijvingen aan en publiceerde in 1942 het boekje 'Amsterdamse Merkwaardigheden'.

## Definitie
De ‘Van Houten-panden’ zijn huizen die onder zijn supervisie werden herbouwd of nieuw ontworpen met hergebruik van de historische geveltoppen. Deze panden zijn niet alleen herkenbaar aan de oude topgevel, maar ook aan de specifieke kenmerken van die tijd, zoals de onevenwichtige proporties, het kenmerkende jaren-dertig-metselwerk en de gangbare baksteen.
Hoewel de architectonische en esthetische waarde van deze panden soms ter discussie staat, zijn ze van groot belang voor het behoud van het historische Amsterdamse stadsbeeld en de stedenbouwkundige structuur. Ze vormen een tastbare herinnering aan de vroege inspanningen voor monumentenzorg in de stad.